# Borboletta
Borboletta je šesti studijski album skupine Santana, ki je izšel leta 1974. To je eden izmed jazz-funk-fusion albumov skupine, skupaj z albumom Caravanserai (1972) in Welcome (1973). Pri albumu kitarist pušča veliko prostora tolkalom, saksofonu in klaviaturam, da lahko ustvarijo razpoloženja (»Spring Manifestations«), album pa vsebuje tudi dolge solistične vložke tako kitarista (»Promise of a Fisherman«), kot tudi vokalista (»Give and Take«). Album je izšel v svetleče-modrem ovitku, ki prikazuje metulja, kot aluzija albumu Butterfly Dreams (1973), brazilske glasbenice Flore Purim in njenega moža Airta Moreire, katerih glasba je vplivala na zvok albuma Borboletta. V portugalščini beseda »borboletta« pomeni »metulj«.
Pred snemanjem albuma se je v skupino vrnil orignialni basist David Brown, ki je zamenjal Douga Raucha, skupini pa se je pridružil vokalist in klaviaturist Leon Patillo. Po izdaji albuma je skupino zapustil bobnar Michael Shrieve, zamenjal pa ga je Leon "Ndugu" Chancler, ki je že sodeloval pri snemanju albuma Borboletta.

## Seznam skladb
| A stran | A stran                 | A stran                                 | A stran                                     | A stran |
| Št.     | Naslov                  | Besedilo                                | Glasba                                      | Dolžina |
| ------- | ----------------------- | --------------------------------------- | ------------------------------------------- | ------- |
| 1.      | „Spring Manifestations‟ | instrumental — tolkala in zvočni efekti | Airto Moreira, Flora Purim                  | 1:05    |
| 2.      | „Canto de los Flores‟   | instrumental                            | Tom Coster, Santana                         | 3:45    |
| 3.      | „Life Is Anew‟          | Carlos Santana                          | Carlos Santana, Michael Shrieve             | 4:30    |
| 4.      | „Give and Take‟         | Carlos Santana                          | Carlos Santana, Tom Coster, Michael Shrieve | 5:46    |
| 5.      | „One with the Sun‟      | Earlyrin Martini                        | Jerry Martini                               | 4:20    |
| 6.      | „Aspirations‟           | instrumental                            | Tom Coster, Carlos Santana                  | 5:12    |

| B stran         | B stran                    | B stran         | B stran                        | B stran |
| Št.             | Naslov                     | Besedilo        | Glasba                         | Dolžina |
| --------------- | -------------------------- | --------------- | ------------------------------ | ------- |
| 1.              | „Practice What You Preach‟ | Carlos Santana  | Carlos Santana                 | 4:28    |
| 2.              | „Mirage‟                   | Leon Patillo    | Leon Patillo                   | 4:43    |
| 3.              | „Here and Now‟             | instrumental    | Armando Peraza, Carlos Santana | 3:01    |
| 4.              | „Flor de Canela‟           | instrumental    | Carlos Santana, Doug Rauch     | 2:20    |
| 5.              | „Promise of a Fisherman‟   | instrumental    | Dorival Caymmi                 | 8:05    |
| 6.              | „Borboletta‟               | instrumental    | Airto Moreira                  | 2:50    |
| Skupna dolžina: | Skupna dolžina:            | Skupna dolžina: | Skupna dolžina:                | 49:52   |

## Osebje
- Leon Patillo – vokal (3–5, 7, 8), klavir (8), električni klavir (3, 5), orgle (4)
- Flora Purim – vokal (1, 11)
- Jules Broussard – sopran in tenor saksofon (4, 6, 9, 11)
- Carlos Santana – kitara (3–5, 7–11), tolkala (2, 9), konge (7), gong (8), vokal (11), producent
- Tom Coster – klavir (4, 9), Hammond orgle (7, 10, 11), električni klavir (2, 9–11), orgle (3, 5, 6, 8), moog (4, 8), producent
- Stanley Clarke – bas kitara (6, 9–11)
- David Brown – bas kitara (2, 4, 5, 7, 8)
- Michael Shrieve – bobni (2–5, 7, 8), producent
- Leon "Ndugu" Chancler – bobni (6, 9)
- Airto Moreira – bobni (10, 11),  tolkala (12), zvočni efekti (1), triangel (11), vokal (11)
- Armando Peraza – tolkala, konge (2, 4–6, 8, 11), bongos (3, 6, 11), sopran saksofon (10)
- José Areas – timbales (4), konge (2, 3)
- Michael Carpenter – echoplex (2)

## Certifikati
| Regija                    | Certifikat | Prodaja |
| ------------------------- | ---------- | ------- |
| ZDA (RIAA)                | Zlat       | 500,000 |
| Združeno kraljestvo (BPI) | Srebrn     | 60,000  |